# Nivellering (taalkunde)
Nivellering (Eng. morphological leveling) of gelijkschakeling is in de morfologie het verschijnsel dat de flexie van een woord – bijvoorbeeld een werkwoord of zelfstandig naamwoord – wordt veralgemeniseerd, dat wil zeggen dat het betreffende paradigma van verbogen vormen op grond van analogie wordt uitgebreid naar andere vergelijkbare gevallen waarvoor eerst een ander paradigma gold. Er wordt ook wel gesproken van analogische of paradigmatische nivellering. 

## Voorbeelden
Een voorbeeld van nivellering met behoud van het aantal meervoudsuitgangen is de manier waarop in sommige talen zoals het Nederlands stapelmeervouden (bijv. schoenen, tenen, kinderen) meestal ontstaan. Een ander voorbeeld in de geschiedenis van alle West-Germaanse talen is de verschuiving op grote schaal van de vervoeging van sterke werkwoorden naar de "concurrerende" klasse, die van de zwakke werkwoorden. Dit was een logisch gevolg van het feit dat het zwakke paradigma bij meer werkwoorden voorkomt dan het sterke. 
De verschuiving in omgekeerde richting zoals die zich heeft voorgedaan in de verleden tijd van enkele historisch zwakke werkwoorden – zoals vragen, jagen en wuiven – is eveneens een voorbeeld van nivellering, ditmaal als gevolg van het feit dat bepaalde stamklinkers overeenkwamen met die van de sterke klasse. 
Wanneer een vorm precies onregelmatig is, is niet altijd objectief te bepalen. Zo wijkt de vervoeging van sterke werkwoorden in de verleden tijd, de voltooid tegenwoordige tijd en de voltooid verleden tijd af van de meest gebruikelijke manier waarop Nederlandse werkwoorden worden vervoegd. In die zin is ze dus onregelmatig. Anderzijds kan hier niet gesproken worden van een echte afwijking in de Nederlandse werkwoordsvervoeging, aangezien de ablaut die de vervoeging van alle sterke werkwoorden kenmerkt in de meeste gevallen juist weer heel erg regelmatig is.

### Nivellering in de taalverwerving
Tijdens het natuurlijke proces van taalverwerving (en bij het aanleren van een vreemde taal) speelt morfologische nivellering eveneens een zeer grote rol. Zo hoort men een in het Nederlandse taalgebied opgroeiend kind gedurende de eerste jaren van zijn leven heel vaak vormen als loopte en schrijfde gebruiken. Deze morfologisch genivelleerde vormen worden in een later stadium van de taalverwerving vervangen door de correcte.